# Fruita
Fruita – miasto w Stanach Zjednoczonych, w stanie Kolorado, w hrabstwie Mesa.